# Mrs. Tutti Frutti
Mrs. Tutti Frutti ist ein 1920 entstandenes, österreichisches Stummfilmlustspiel von Michael Kertesz mit Lucy Doraine in der Titelrolle einer ebenso kapriziösen wie exzentrischen Millionärstochter auf sehr spezieller Bräutigamschau.

## Handlung
Die junge US-Amerikanerin Alice, ein überaus verwöhntes und kapriziöses Millionärstöchterchen, ist von ihrem genervten Vater in die Ferne zu ihrem Onkel geschickt worden, auf dass dieser die aufmüpfige junge Dame endlich zur Raison bringen möge. Doch bald ist der Onkel derart genervt von Alices Schrullen und Eigenwilligkeiten, dass er sie kurzerhand vor die Tür setzt. Um endlich Ruhe vor der Verwandtschaft zu haben, ersinnt sich die sturköpfige Frau einen ebenso seltsamen wie makaberen Plan. Wenn sie heiraten würde, dann würde ihre nervige Familie sie endlich in Ruhe lassen. Nur dieser Ehemann sollte unbedingt todkrank sein und spätestens in zwei Wochen sterben, damit sie endlich eine lustige Witwe sein könne. 
Alice begibt sich daraufhin zum Sanatorium des Wiener Quacksalbers Dr. Kannichtviel, in der Hoffnung, dort den perfekten Ehekandidaten zu finden. Wenn sie erst einmal glücklich verwitwet ist, so hofft Alice, dann hätte sie endlich diejenigen Freiheiten, die man ihr bislang verwehrt hatte. Dr. Kannichtviel mag vielleicht seinem Namen alle Ehre machen, doch obwohl er Alices Begehren entrüstet zurückweist, lernt das Mädchen über ihn wenig später einen jungen Maler kennen, der exakt ihren Wünschen entspricht. Der junge Mann sieht gut aus und hat allenfalls nur noch kurze Zeit zu leben.
Das junge „Glück“ heiratet, und Alice muss mit zunehmender Eifersucht vergrätzt feststellen, dass ihr frisch angetrauter Gatte offensichtlich von der Damenwelt angeschmachtet wird. Verärgert kehrt Alice ins Sanatorium zurück und beschwert sich bei Dr. Kannichtviel über den ihr zugeführten Gatten. Als der Sanatoriumschef Alice jedoch versichert, dass ihr Ehemann nur noch zwei Tage zu leben habe, wird es Alice mulmig. Sie hat sich nämlich längst in den Maler verliebt und bittet nun den Mediziner alles dafür zu tun, dass er wieder genesen kann.

## Produktionsnotizen
Mrs. Tutti Frutti wurde im November 1920 erstmals gezeigt, Massenstart des Vierakters war am 14. Januar 1921 in Wien. 

## Kritik
„Ob diese Idee gerade einem Lustspielstoff förderlich ist, könnte bezweifelt werden, wenn nicht alle Allotria ins Treffen geführt würde, um schließlich doch den Erfolg des Komödienhaften zu erzielen. Lucy Doraine hat offensichtlich viel für das humoristische Fach übrig. (…) Die Regie Michael Kertész leistete bekannt gute Arbeit.“